# Orión Fútbol Club
Cet article concerne le club de football costa-ricien. Pour club de football écossais, voir Orion Football Club.
Orión Fútbol Club est un club de football du Costa Rica fondé en 1926 et basé à Desamparados (Alajuela).

## Palmarès
- Championnat du Costa Rica
  - Champion : 1938 et 1944

## Anciens joueurs
- Roy Smith